# Paul Ipate
Paul Ipate (n. 17 martie 1985, București) este un actor român.

## Biografie
Paul Ipate s-a născut pe 17 martie 1985 în București, România. A studiat actoria la Universitatea Națională de Artă Teatrală și Cinematografică „Ion Luca Caragiale” din București.
Ipate a debutat în Hârtia va fi albastră și în următoarele filme românești California Dreamin', Portretul luptătorului la tinerețe și Visul lui Adalbert. El a jucat alături de Ioana Blaj în Bric-Brac și a jucat rolul principal în Claudiu & the Fish.

## Filmografie
| An   | Titlu                              | Rol             | Notă       |
| ---- | ---------------------------------- | --------------- | ---------- |
| 2006 | Hârtia va fi albastră              | Costi           |            |
| 2006 | Datorie                            | Marius          | Film scurt |
| 2007 | California Dreamin'                | Soldat român    |            |
| 2008 | Bric-Brac                          | Paul            | Film scurt |
| 2010 | Portretul luptătorului la tinerețe | Nicolae Mazilu  |            |
| 2011 | Visul lui Adalbert                 | Frusinoiu       |            |
| 2012 | Hello Kitty                        |                 | Film scurt |
| 2013 | Claudiu & the Fish                 | Claudiu         | Film scurt |
| 2013 | Quod erat demonstrandum            | Novicele Iulica |            |
| 2018 | Moromeții 2                        | Paraschiv       |            |
| 2023 | Tigru                              | Toma            |            |

### Televiziune
| An   | Titlu                 | Rol  | Program TV  |
| ---- | --------------------- | ---- | ----------- |
| 2013 | Rămâi cu mine         |      | HBO Romania |
| 2014 | O săptămână nebună    |      | Pro TV      |
| 2014 | Altă săptămână nebună |      | Pro TV      |
| 2014 | Un Crăciun altfel!    | Alex | Pro TV      |